# Karashi

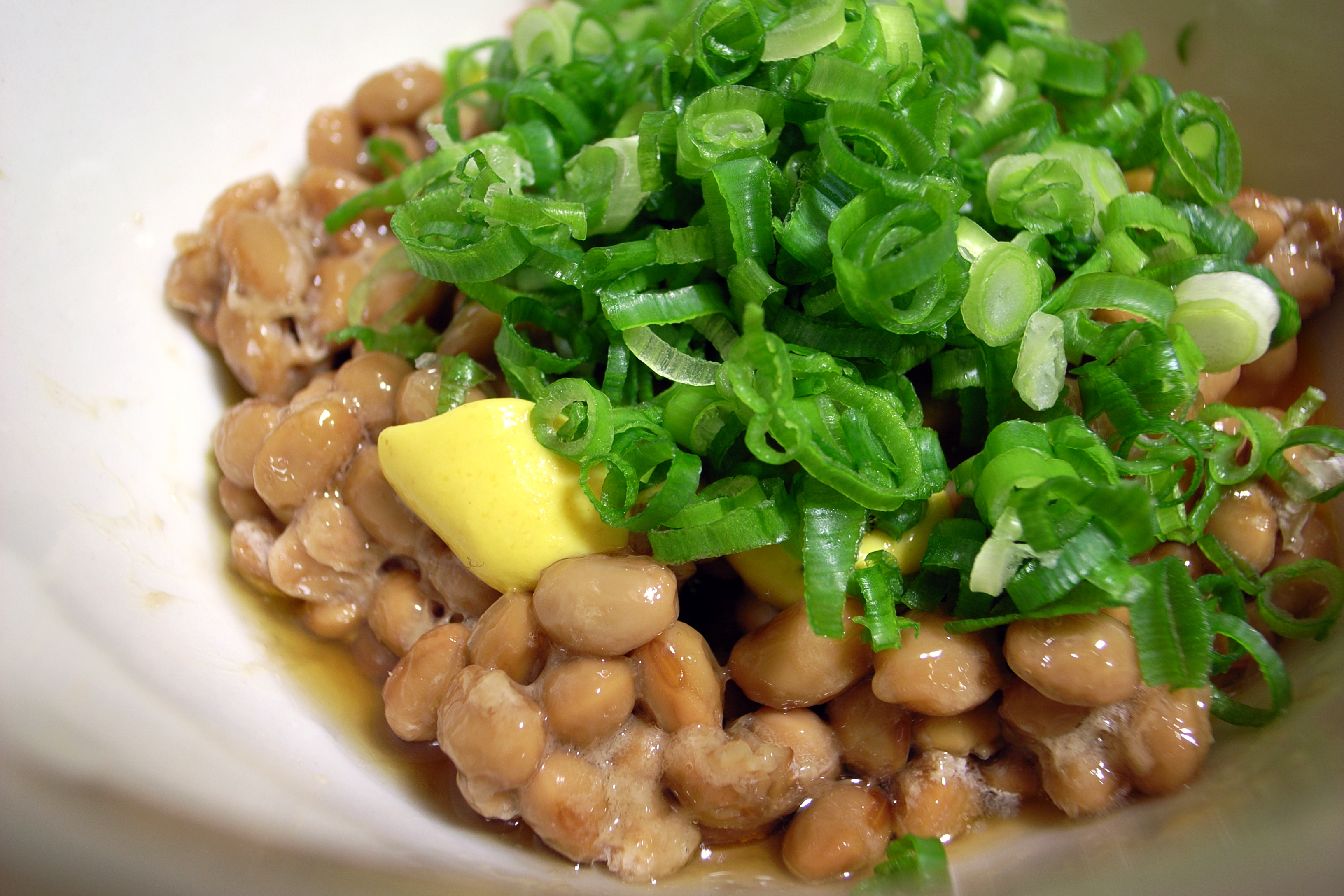
Natto servido com karashi.

Karashi からし (karashi) é um tipo de mostarda usada como condimento ou tempero na culinária japonesa. Normalmente é servido como uma pasta, feito a partir das sementes de mostarda-castanha moídas.
O karashi é uma pasta de cor amarela ou ocre, com um gosto e aroma pungentes. As variedades de fora do Japão são chamadas de oshirashi, enquanto as nativas são conhecidas como wagarashi.

## Descrição
O karashi original é produzido a partir da mistura da mostarda em pó com água morna, sem adição de outros ingredientes. Entretanto, há versões onde se adiciona wasabi e raiz-forte para realçar o sabor, e sementes moídas de outras espécies de mostarda (wagarashi).
A planta é nativa da Ásia Central, e é dito que teria chegado ao Japão por meio de emissários da Índia e da China. Mostardas do mesmo tipo são vendidas em outros países sob o nome de mostarda chinesa e mostarda oriental, apesar de terem sabor e pungência semelhantes à do karashi.

## Variedades
O termo oshirashi se refere a condimentos preparados adicionando-se vinagre, açúcar e outros temperos à mostarda, que não necessariamente é a mostarda chinesa — pode se referir a produtos feitos a partir de plantas com sabor mais suave, como a cebolinha.

### yogarashi
Diversos tipos de mostarda são vendidos no Japão, mas devido à adição de ingredientes como vinagre nos yogarashi, a acidez e a doçura no sabor se tornam mais proeminentes, e a picância se disfarça.
Antes da mostarda se tornar popular, o wagarashi era utilizado para substituir esse tipo de mostarda na confecção de pratos ocidentais, como por exemplo em sanduíches. A adição de sementes de mostarda-branca é comum em oshirashi.

### Nerikarashi
O karashi em pasta é um alimento extremamente volátil e que expira rápido. Condimentos que usam técnicas de preservação no estado de pasta são chamados de nerikarashi.
Os nerikarashi são feitos a partir de sabor artificial de mostarda e agentes espessantes, e produzidos e comercializados em massa. Apesar do sabor ser notavelmente diferente do karashi original, o nerikarashi tornou-se extremamente popular no Japão pela sua praticidade de uso.

## Uso medicinal
A mostarda é usada como remédio caseiro desde a antiguidade chinesa. Faz-se um emplastro de mostarda sobre o tórax a fim de estimular o trato respiratório e aumentar a circulação sanguínea pulmonar pela absorção transdermal.
O remédio é eficiente contra bronquite, broncopneumonia, congestão pulmonar, etc.